# علم الأزياج
علم الأزياج من فروع علم الهيئة وهي صناعة حسابية على قوانين عددية فيما يخص كل كوكب من طريق حركته وما أدى إليه برهان الهيئة في وضعه من سرعة وبطء واستقامة ورجوع وغير ذلك يعرف به مواضع الكواكب في أفلاكها لأي وقت فرض من قبل حسبان حركاتها على تلك القوانين المستخرجة من كتب الهيئة ولهذه الصناعة قوانين كالمقدمات والأصول لها في معرفة الشهور والأيام والتواريخ الماضية وأصول متقررة من معرفة الأوج والحضيض والميول وأصناف الحركات واستخراج بعضها من بعض يضعونها في جداول مرتبة تسهيلا على المتعلمين وتسمى الأزياج.

## التعديل
يسمى استخراج مواضع الكواكب للوقت المفروض لهذه الصناعة تعديلا وتقويما وللناس فيه تآليف كثيرة من المتقدمين والمتأخرين مثل البناني وابن الكماد.

## تاريخ
قال صديق حسن خان وقد عول المتأخرون لهذا العهد على زيج منسوب لابن إسحاق من منجمي تونس في أول المائة السابعة ويزعمون أن ابن إسحاق عول فيه على الرصد وأن يهوديا كان بصقلبة ماهرا في الهيئة والتعاليم وكان قد عنى بالرصد وكان يبعث إليه بما يقع في ذلك من أحوال الكواكب وحركاتها فكان أهل المغرب عنوا به لوثاقه مبناه على ما يزعمون ولخصه ابن البناء في جزء سماه المنهاج فولع به الناس لما سهل من الأعمال فيه وإنما يحتاج إلى مواضع الكواكب من الفلك لتبتنى عليها الأحكام النجومية وهي معرفة الآثار التي تحدث عنها بأوضاعها في عالم الإنسان من الملك والدول والمواليد البشرية والله الموفق لما يحبه ويرضاه لا معبود سواه اهـ

## اصطلاحات
جاء في كشف الظنون علم الزيج ولم يزد عليه والزيجات كثيرة ذكرها صاحب الكشف.
وقال في مدينة العلوم علم الزيجات والتقاويم علم يتعرف منه مقادير حركات الكواكب سيما السبعة السيارة وتقويم حركاتها وإخراج الطوالع وغير ذلك منتزعا من الأصول الكلية. ومنفعته معرفة الاتصالات من الكواكب من المقارنة والمقابلة والتربيع والتثليث والتسديس والخسوف والكسوف وما يجري في هذا المجرى. 
وقال في كشاف اصطلاحات الفنون منفعته معرفة موضع كل واحد من الكواكب السبعة بالنسبة إلى فلكه وإلى فلك البروج وانتقالاتها ورجوعها واستقامتها وتشريقها وتغريبها وظهورها واختفائها في كل زمان ومكان وما أشبه ذلك من اتصال بعضها ببعض وكسوف الشمس وخسوف القمر وما يجري هذا المجرى اهـ.
والغرض منه أمران أحدهما ما ينتفع به في الشرع وهو معرفة أوقات الصلوات وسمت القبلة والساعات وأحوال الشفق والفجر. وثانيهما معرفة الأحكام الجارية في عالم العناصر وهذه المعرفة لكونها مبنية على أمور واهية ودلائل ضعيفة لا تفيد شبهة فضلا عن حجة ولهذا لا يعتد بها في الشرع والذي يصح منها في بعض الأوقات فإنما هو بطريق الاتفاق وذلك لا يدل على الصحة.
وقيل أنفع الزيجات الأيلخاني [الفارسية] الذي تولاه خواجه نصير الدين الطوسي. وأتقنها زيج ألغ بيك بن شاهرخ مرزا ابن أمير تيمور وقد تولاه بسمرقند غياث الدين جمشيد وتوفاه الله تعالى في مبادئ أحواله ثم تولاه قاضي زاده الرومي وتوفاه الله تعالى أيضا قبل إتمامه وإنما أتمه وأكمله علي بن محمد القوشجي. 
وكان أهل مصر يعتنون بالزيج المصطلح. وأهل الشام يعتنون بزيج ابن شاطر.
والزيجات غير ما ذكر كثيرة يعرفها أهلها انتهى ما في مدينة العلوم للأرنيقي رحمه الله.